# Bradley Carnell
Bradley Carnell (Dél-afrikai Köztársaság, Johannesburg, 1977. január 21. –) dél-afrikai válogatott labdarúgó, edző. 2025 óta az amerikai Philadelphia Union vezetőedzője.
Mielőtt a Karlsruherhez szerződött, megfordult a Borussia Mönchengladbach (2003–05), a VfB Stuttgart (1998–03), a Kaizer Chiefs FC (1997–98) és a Wits University (1997) csapataiban. A 2002–03-as Bundesliga idényben második helyen végzett a Stuttgart színeiben. Részt vett a dél-afrikai válogatottal a 2002-es labdarúgó-világbajnokságon.

## Edzői statisztika
2025. április 6. szerint

| Csapat                          | Nemzet                    | –tól                | –ig                | Mérkőzések | Mérkőzések | Mérkőzések | Mérkőzések | Mérkőzések |
| Csapat                          | Nemzet                    | –tól                | –ig                | M          | Gy         | V          | D          | Gy %       |
| ------------------------------- | ------------------------- | ------------------- | ------------------ | ---------- | ---------- | ---------- | ---------- | ---------- |
| New York Red Bulls (ideiglenes) | Amerikai Egyesült Államok | 2020. szeptember 5. | 2020. november 19. | 14         | 6          | 3          | 5          | 42,9       |
| St. Louis City                  | Amerikai Egyesült Államok | 2022. január 5.     | 2024. július 1.    | 62         | 22         | 15         | 25         | 35,5       |
| Philadelphia Union              | Amerikai Egyesült Államok | 2025. január 2.     | Jelenleg is        | 7          | 4          | 1          | 2          | 57,1       |
| Összesen                        | Összesen                  | Összesen            | Összesen           | 83         | 32         | 19         | 32         | 38,6       |